# 巨型企鹅骗局
巨型企鵝是1940年代據稱在美國佛羅里達被目擊的神祕生物，在部分文獻中被證實是一場騙局。
雖然在數千萬年前的確存在過巨型企鵝，但牠們早已滅絕。

## 历史
1948年2月的一个早晨，天亮不久，佛罗里达的海边小镇克利尔沃特的一位居民，碰到沙地上蜿蜒着一长条惊人的脚印。脚印来自海边，沿着海滩延伸了两英里之长，最后又消失在大海裡。这是极不常见的。可是，等这个发现传开后，使克利尔沃特镇民们感到警觉的，是那头显然夜里访问过他们的未知动物的大小。那天早晨的沙很湿，脚印非常清晰，轮廓很清楚。每个脚印都是三个脚趾，比个子最大的人的脚大得多——长约十四英寸，宽约十一英寸。看起来，不管是什么东西留下脚印的，它一定在十到二十英尺高。
皮尼拉斯县警署的人到海滩去调查。城里传遍了一个故事，讲一对年轻夫妇，那天晚上就在海边，他们看到一头巨大的野兽从浪里冲出来跑到岸上，因此向警方报告了那件事，警方就来到海边，但什么也没有发现。不过，几天之后，那个动物又回来了，並留下了一道一百多码长，朝城镇北边去的踪迹。还有些踪迹在丹岛的南边，两道踪迹在印第安岩区，其中一条有一英里长。在秋天，更多明确的三趾脚印出现在苏万尼河上游四十英里的地方。
在纽约，一位名為伊凡·T·桑德森的英国神秘动物学家兼广播员在听说那个神秘踪迹的事后就来到南边进行调查。他检查了那些脚印的石膏模，并没有花多少时间就找到了那些认为看到过那一闪即逝、留下了脚印的证人们。最重要的目击是达尼丁飞行学校来的两名飞行员看到的，他们报告说看到了一个奇怪的动物在7月25日那天游过巫女岛。他们告诉桑德森说，那东西约有十五英尺长，“身上毛乎乎的，很大的圆头，后腿像鳄鱼一样”，还有一条长尾。来自威斯康辛的一对旅游的夫妇，他们一直在塔彭泉的一个小岛上钓鱼，他们说，他们看到一个很大的动物，有“粗短的腿，大脚，没有脖子，身上全是很短的灰毛”，没有胳脯，但有一些鳍，那东西从一些矮树里跑出来，一直钻进大海了。最后，桑德森本人在苏万尼河上飞行时，也看到了一个奇怪的动物。有二十英尺长，很脏的那种黄色，他从河上飞驰而过时，看到那东西在河面上滚动着。
桑德森把这些证据串在一起，得出了一个非常奇特的论据。他的意思是说，那种神秘的动物是一种巨型企鹅，因为某种自然灾害而被赶出了栖息地，来到了墨西哥湾。虽然他承认，他所收到的信息之间有很大出入——一个企鹅的形象怎么会跟那两位飞行员所描述的长尾动物搞到一起去了——可是，他不相信这个案子会是一个骗局。因為他认为那些脚印對人為偽造的來說太长也太深。因此，他认为這不可能是人為的。作为美国最知名的动物学家之一，以及多年在比弗罗里达州海岸困难得多的地方跟踪大型动物的经验的人，他的观点是值得认真对待的，而“巨型企鹅”的奇怪案子，有时候在论述未解之谜的书中被引述为悬案。
直到1973年桑德森死后十五年，人们才明白佛罗里达的企鹅恐慌一直都是个骗局。脚印踪迹是几个朋友：阿尔·威廉姆斯（Al Williams）和托尼·西格诺林尼（Tony Signorini）一起干的。它们之所以这么干，是受到最近的一个故事的启发，当时盛传新墨西哥发现了恐龙的踪迹。他们一起做实验，做成了很大的水泥脚，然后穿在他们的鞋子上，后来证明这个办法很笨，不太容易在沙滩上留下很深的印子，因此，他们就来到当地的铸造厂，做了一双铁铸的三趾靴。每只靴重达30磅，1988年托尼·西格诺林尼向《圣彼得堡时报》（St. Petersburg Times）承认他在此事中所扮演的角色。當时他还保留着那双铁靴，就藏在他车间的一只盒子里。那双铁靴与当时在克利尔沃特海滩下做成的石膏模脚印一模一样，证明这件事纯属于骗局。而他們當時做那些脚印纯粹是想開一個简单的玩笑，并没有通过轰动而赢利的意思。只不過是在事情突然變轟動後，他們没有任何揭示真实情况的计划。

## 已滅絕的巨型企鵝

劍喙企鵝與一般男性(1.72公尺)、皇帝企鵝(1.2公尺)的比較圖。

史前曾存在數種巨型企鵝，比如:厚企鵝、劍喙企鵝。然而這些巨型鳥類只存在在南太平洋與合恩角海域。這些物種至少在3700萬到6000萬年前就已滅絕，所以不曾有人類目擊過活的巨型企鵝。